# Cheryl Gibson
Cheryl Gibson est une nageuse canadienne né le 28 juillet 1959 à Edmonton.

## Biographie
Cheryl Gibson dispute l'épreuve du 400 m 4 nages aux Jeux olympiques d'été de 1976 de Montréal et remporte la médaille d'argent. Lors des Championnats du monde de 1978 à Berlin, elle remporte la médaille de bronze sur le 100 m dos et le 200 m dos.